# Лејк Монтисело (Вирџинија)
Лејк Монтисело (енгл. Lake Monticello) насељено је место без административног статуса у америчкој савезној држави Вирџинија.

## Демографија
По попису из 2010. године број становника је 9.920, што је 3.068 (44,8%) становника више него 2000. године.
| Група             | 2000.         | 2010.         |
| Белци             | 6.387 (93,2%) | 8.649 (87,2%) |
| Афроамериканци    | 240 (3,5%)    | 635 (6,4%)    |
| Азијати           | 35 (0,5%)     | 86 (0,9%)     |
| Хиспаноамериканци | 102 (1,5%)    | 317 (3,2%)    |
| Укупно            | 6.852         | 9.920         |